# NZR-Klasse G (1937)
Die 1937 gebauten Fahrzeuge der Klasse G der Neuseeländischen Staatsbahn (New Zealand Government Railways, NZR) waren Dampflokomotiven mit der Achsfolge 2'C1' (Pacific). Sie entstanden durch einen Umbau aus den Triebgestellen von drei 1928 gebauten Garratt-Lokomotiven (ebenfalls Klasse G).
Nachdem die Garratt-Maschinen aus verschiedenen Gründen schon nach wenigen Betriebsjahren aus dem Verkehr gezogen worden waren, wurden die Triebgestelle 1937 für den Bau von sechs Pacific-Lokomotiven verwendet, wobei sie ein neues Schleppgestell erhielten. Das Dreizylinder-Triebwerk der Bauart Gresley wurde beibehalten. Der Kessel entsprach dem der Klasse Ab, allerdings waren Schornstein und Dome wegen der höheren Kessellage niedriger. Die Lokomotiven erhielten neue Führerhäuser und Vanderbilt-Tender.
Die umgebauten Lokomotiven erhielten die Bahnnummern 95 bis 100, wobei die Nummern 98 bis 100 von den Garratt-Lokomotiven übernommen wurden. Sie wurden überwiegend im Güterverkehr auf der Südinsel eingesetzt, hauptsächlich auf der Strecke Christchurch–Arthur’s Pass. 
Mit dem von den Garratts unverändert übernommenen Dreizylindertriebwerk hatten die Lokomotiven auch die damit verbundenen Wartungs- und Einstellungsprobleme geerbt, so dass sie beim Personal wenig beliebt waren. Die geringe Stückzahl rechtfertigte keinen weiteren Umbau, und die Klasse wurde deshalb bereits 1956 ausgemustert, als erste Hauptstrecken-Baureihe, die durch Diesellokomotiven ersetzt wurde. 
Kein Exemplar ist erhalten geblieben.